# Pieter Aertsen
Pieter Aertsen (genannt der Lange Pier wegen seiner Größe; * um 1509 in Amsterdam; † vor dem 3. Juni 1575 ebenda) war niederländischer Maler.

## Leben
Aertsen wurde schon früh Schüler des Malers Allart Claesz in Amsterdam. Nach seiner Lehre wanderte er für längere Zeit durch die Niederlande. Um 1530 ließ sich Aertsen als freier Maler in Antwerpen nieder und wurde 1535 als ordentliches Mitglied in die St.-Lukas-Gilde aufgenommen. In deren Mitgliederverzeichnissen firmierte er unter „Langhe Peter, schilder“. Ab dieser Zeit signierte er seine Werke mit einem „Dreizack“ und seinen Initialen.
Als er 1542 das Antwerpener Bürgerrecht verliehen bekam, konnte er noch im selben Jahr eine Verwandte seines Schülers Joachim Beuckelaer, Kathelijne Beuckelaer heiraten. Bis 1556 war Aertsen in Antwerpen und malte meist Genrebilder und religiöse Darstellungen. Da die meisten seiner Auftraggeber aus Amsterdam kamen, verlegte Aertsen um 1555 mit seiner Familie seinen Wohnsitz auch dorthin. Dort starb er 1575 im Alter von ungefähr 66 Jahren und wurde am 3. Juni 1575 bestattet.
Die Maler Aert Pietersz, Dirck Pieters und Pieter Pietersz waren seine Söhne.
Die von Aertsen geschaffene Gattung der Markt- und Küchenbilder hat die flämische Stilllebenmalerei maßgeblich beeinflusst. Viele seiner Altarbilder hingegen wurden bereits 1566 im Bildersturm vernichtet, z. B. der Altar in der Nieuwe Kerk (Mittelbild: Anbetung der Hirten, Fragment mit dem Ochsenkopf ist erhalten); aber auch in späteren Kriegen wurden große Teile seines künstlerischen Schaffens zerstört.

## Werke
- Metzger-Verkaufsstand mit Flucht nach Ägypten (1551), Öl auf Holz, 124 × 169 cm, Kunstsammlung der Universität Uppsala (Schweden)
- Der Eiertanz (1552), Öl auf Holz, 84 × 172 cm, Rijksmuseum Amsterdam
- Stillleben (1552) Öl auf Holz, 60 × 101,5 cm, Kunsthistorisches Museum Wien
- Christus und die Ehebrecherin (1559), Öl auf Holz 122 × 177 cm, Städelsches Kunstinstitut, Frankfurt am Main
- Köchin vor dem Ofen (1559) Öl auf Holz 72,5 × 82 cm, Musées Royaux des Beaux-Arts / Koninklijk Museum voor Schone Kunsten, Brüssel
- Bauern am Kochherd (1560), Öl auf Holz, 142,3 × 198 cm, Museum Mayer van den Bergh, Antwerpen
- Geflügelverkäufer (1560), Öl auf Holz, 137 × 95 cm, Eremitage St. Petersburg
- Markt-Szene (1561) Öl auf Holz, 170 × 82,8 cm, Museum der Schönen Künste, Budapest
- Marktfrau mit Gemüsestand (1567), Öl auf Holz, 111 × 110 cm, Staatliche Museen, Berlin
- Anbetung der Könige (um 1570), Öl auf Holz, 180 × 167,5 cm, Rijksmuseum Amsterdam
- Die Heilung eines Kranken am Teich Betesda (De genezing van de lamme van Bethesda) (1575), Inschrift: IOA VC (=Johannes 5, 1-16), Öl auf Holz 56 × 75 cm, Rijksmuseum Amsterdam
- Apostel Petrus und Johannes (1575), Öl auf Holz, 55,5 × 76 cm, Eremitage Sankt Petersburg
- Marktszene, Öl auf Eiche, 127 × 85 cm, Wallraf-Richartz-Museum, Köln
- Marktszene (Fragment eines Ecce-Homo), um 1550, Öl auf Eiche, 59,5 × 122,5 cm, Alte Pinakothek München
- Gemüseverkäufer, Öl auf Holz, Staatliche Museen Berlin
- Die vier Evangelisten, Öl auf Holz, 122 × 91 cm, Königsberg in der Neumark
- Die vier Evangelisten, Öl auf Holz, Stift St. Paul im Lavanttal

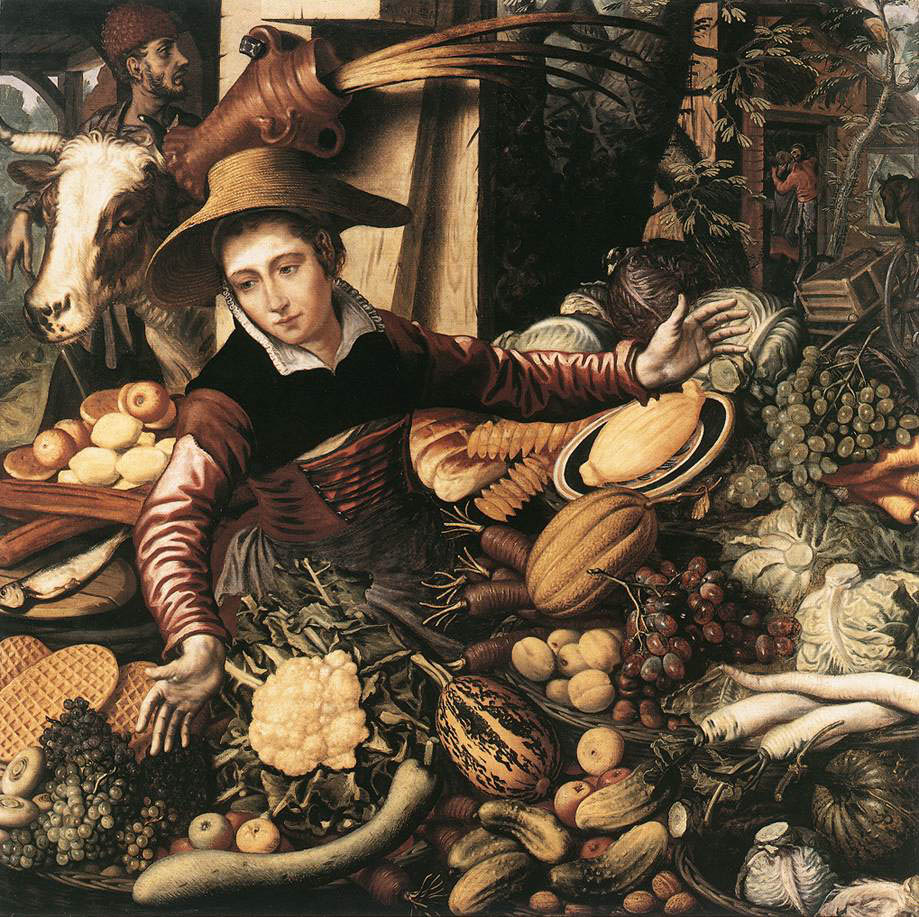
Marktfrau mit Gemüsestand, 1567, Gemäldegalerie, Berlin
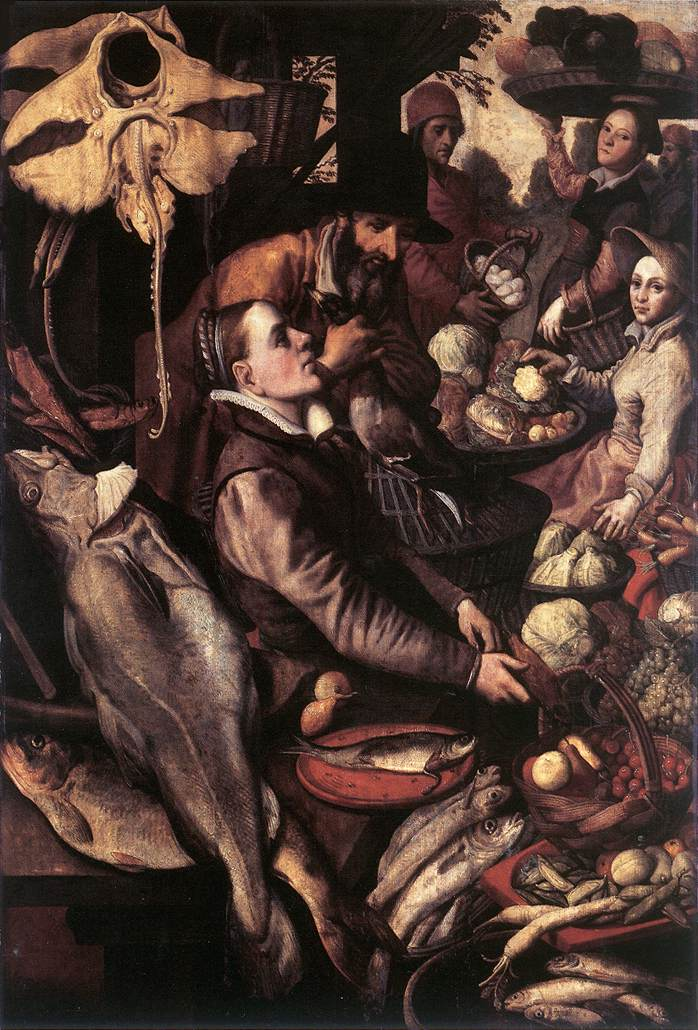
Marktszene (Wallraf-Richartz-Museum Köln)
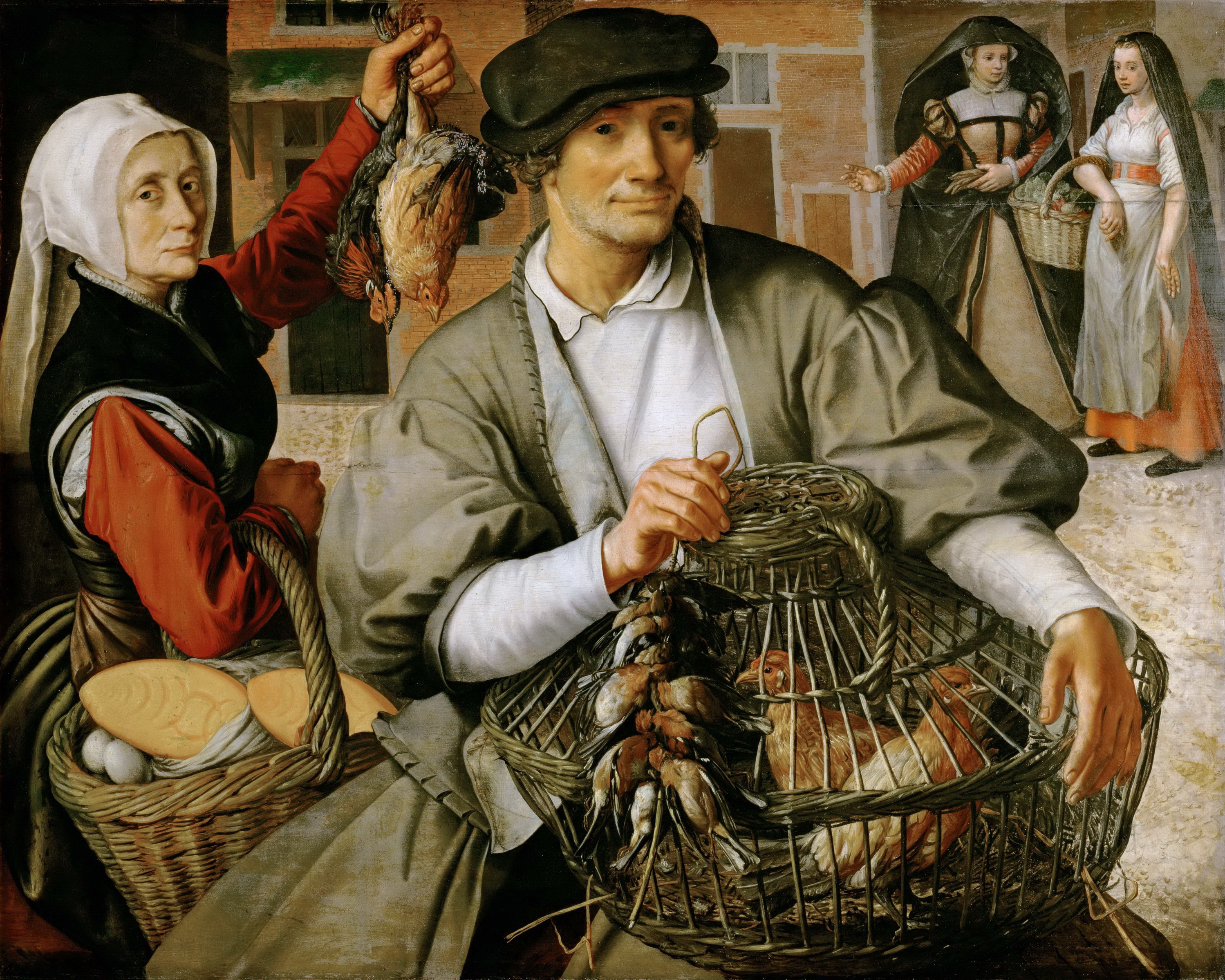
Marktszene (Kunsthistorisches Museum Wien)
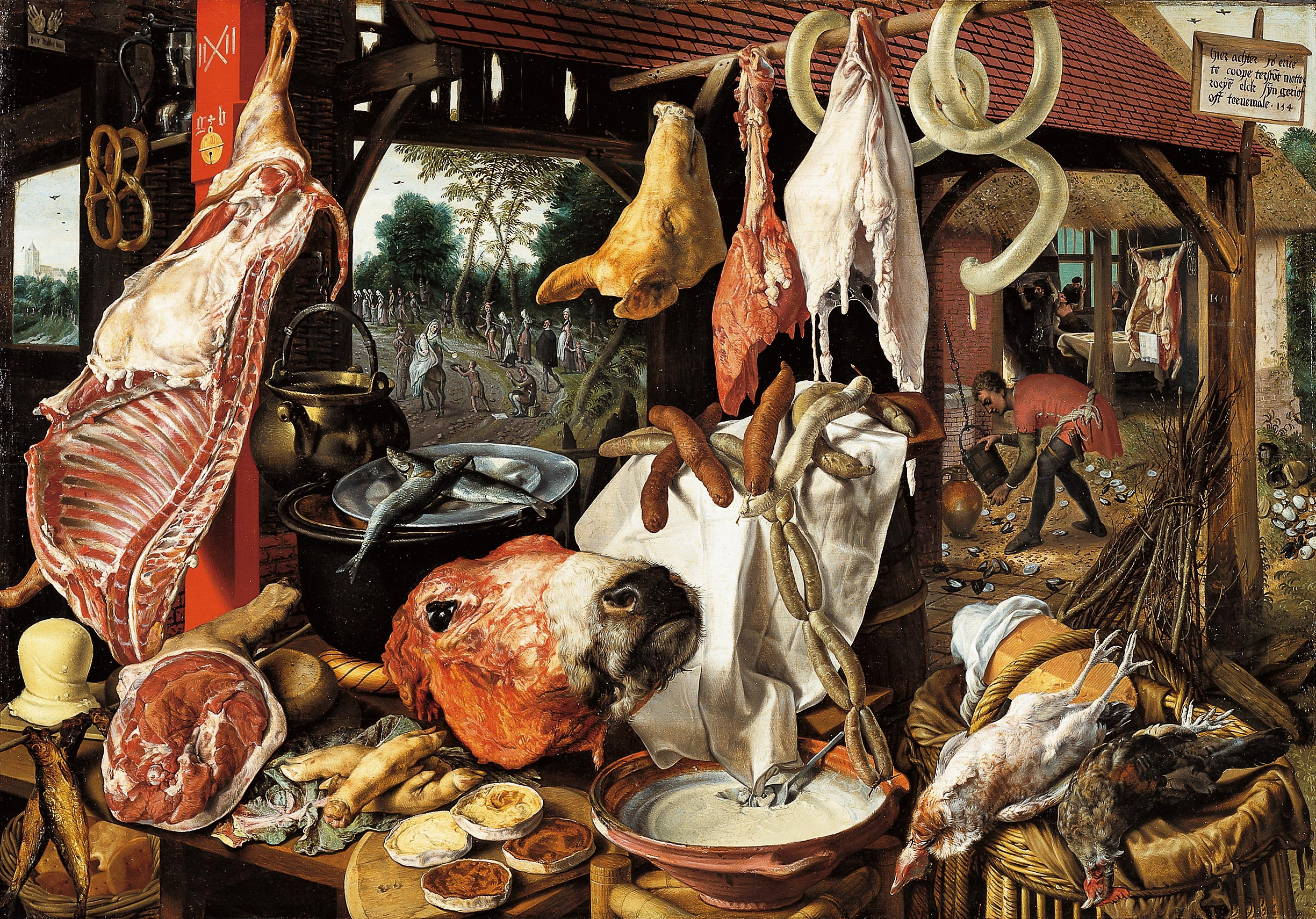
Metzger-Verkaufsstand mit Flucht nach Ägypten (Kunstsammlung der Universität Uppsala)
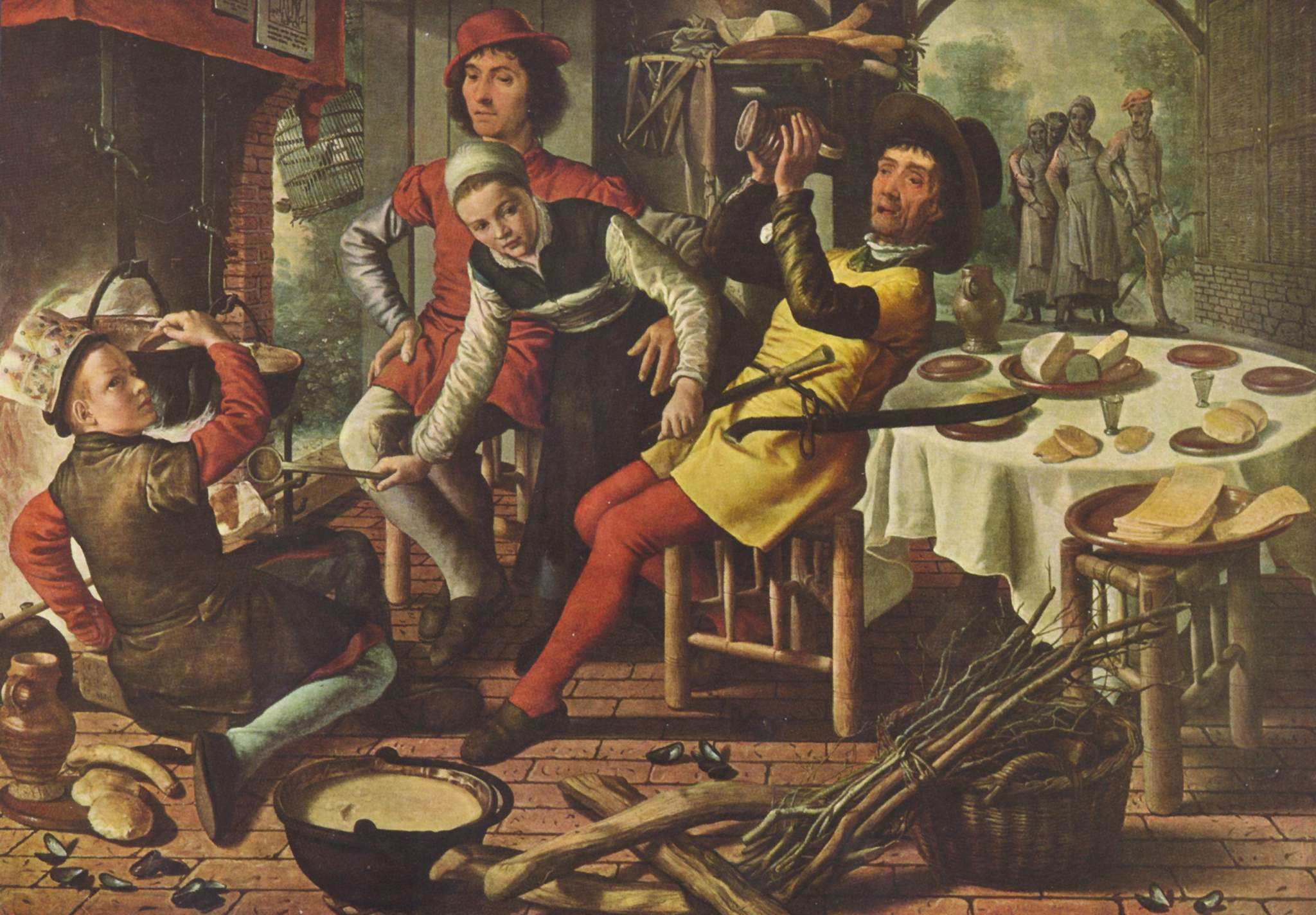
Bauern am Kochherd (Museum Mayer van den Bergh, Antwerpen)